# Premi Lletra d'Or
El Premi Lletra d'Or és una distinció privada i independent de qualsevol institució o empresa editorial que, des de 1956, es concedeix a Barcelona, i premia cada any el millor llibre publicat l'any anterior en llengua catalana. El premi no té dotació econòmica, sinó que el guanyador rep un botó de solapa d'or, creat pel joier Manuel Capdevila i Massana, que representa la lletra grega "fi" (Φ), símbol clàssic de l'equilibri.
El premi va néixer el 1956 per iniciativa d'un grup de nou amics, escriptors i estudiosos afeccionats a la literatura en català: Enric Badosa, Maria Aurèlia Capmany, Josep Maria Castellet, Antoni Comas, Fèlix Cucurull, Gonçal Lloveras, Joan Teixidor, Frederic-Pau Verrié i Antoni Vilanova, que es van constituir en el primer jurat. Mai no s'han posat per escrit les bases per a triar l'obra guanyadora, però un dels criteris que se segueixen és que cada autor només pot rebre el premi una vegada. Una altra norma és que els membres del jurat participen en l'elecció per última vegada l'any que compleixen cinquanta anys, i designen personalment el seu successor. Actualment (i des de la tardor del 2020), el jurat està format per, Sebastià Alzamora, Míriam Cano, Llucia Ramis, Andreu Gomila, Jordi Nopca, Bel Olid, Cristina Clemente i Pau Miró.
Una de les tradicions instaurades des de la primera edició és que l'editor del llibre guanyador convida a un bon sopar el jurat i l'autor de l'obra. En el transcurs del sopar, un joier de la família Capdevila lliura el premi al guanyador: Manuel Capdevila i Massana (del 1956 al 1976), Joaquim Capdevila i Gaya (del 1977 al 2001) i Manel Capdevila i Coral (des del 2002).
Paral·lelament, s'espera que l'editor de l'obra guanyadora "faci ús i abús del premi", com diu el jurat mateix, premiant l'autor d'alguna manera, ja sigui amb una prima econòmica, o imprimint noves edicions del llibre. El premi és considerat com «un dels guardons més prestigiosos de les lletres catalanes», tant per la qualitat de les obres guanyadores com pel prestigi dels membres del jurat. També s'aprecia molt l'originalitat i simpatia amb què es lliura el guardó, i la seva independència, ja que no està sotmès als interessos de cap empresa editora ni de cap institució.

## Guanyadors
- 1956 Salvador Espriu per Final del laberint
- 1957 Josep Pla per Barcelona
- 1958 Josep Carner per Absència
- 1959 Ramon d'Abadal i de Vinyals per Els primers comtes catalans
- 1960 Clementina Arderiu per És a dir
- 1961 Josep Vicenç Foix per Onze Nadals i un Cap d'Any
- 1962 Joan Oliver (Pere Quart) per Vacances pagades
- 1963 Joan Fuster per Nosaltres els valencians
- 1964 Josep Benet i Morell per Maragall i la Setmana Tràgica
- 1965 Jordi Rubió per La cultura catalana, del Renaixement a la Decadència
- 1966 Manuel de Pedrolo per Cendra per Martina
- 1967 Gabriel Ferrater per Teoria dels cossos
- 1968 Marià Manent per Com un núvol lleuger
- 1969 Xavier Rubert de Ventós per Teoria de la sensibilitat
- 1970 Joan Teixidor per Quan tot es trenca
- 1971 Alexandre Cirici per L'art català contemporani
- 1972 Joan Coromines per Lleures i converses d'un filòleg
- 1973 Maurici Serrahima per Del passat quan era present
- 1974 Joan Vinyoli per I encara les paraules
- 1975 Vicent Andrés Estellés per Les pedres de l'àmfora
- 1976 Mercè Rodoreda per Mirall trencat
- 1977 Miquel Martí i Pol per El llarg viatge
- 1978 Pere Gimferrer per L'espai desert
- 1979 Pere Calders per Invasió subtil i altres contes
- 1980 Miquel Batllori per A través de la història i la cultura
- 1981 Joan Brossa per Rua de llibres
- 1982 Josep Maria Llompart per La capella dels Dolors i altres poemes
- 1983 Josep Maria Nadal i Farreras i Modest Prats i Domingo per Història de la llengua catalana
- 1984 Xavier Benguerel per Appassionata
- 1985 Joan Francesc Mira per Crítica de la nació pura[4]
- 1986 Maria Àngels Anglada per Sandàlies d'escuma
- 1987 Feliu Formosa per Semblança
- 1988 Blai Bonet per El jove
- 1989 Josep M. Castellet per Els escenaris de la memòria
- 1990 Jordi Sarsanedas per Fins a un cert punt
- 1991 Francesc Parcerisas per Triomf del present
- 1992 Narcís Comadira per En quarantena
- 1993 Terenci Moix per El sexe dels àngels
- 1994 Ramon Solsona per Les hores detingudes
- 1995 Carme Riera per Dins el darrer blau
- 1996 Joaquim Molas per Obra crítica I
- 1997 Jaume Cabré per L'ombra de l'eunuc
- 1998 Josep Palau i Fabre per Estimat Picasso
- 1999 Martí de Riquer per Quinze generacions d'una família catalana
- 2000 Quim Monzó per Vuitanta-sis contes
- 2001 Màrius Serra per Verbàlia
- 2002 Baltasar Porcel per L'emperador o l'ull del vent
- 2003 Montserrat Abelló per Al cor de les paraules
- 2004 Emili Teixidor per Pa negre
- 2005 Empar Moliner per T'estimo si he begut
- 2006 Josep Maria Espinàs per A peu per Mallorca
- 2007 Sergi Pàmies per Si menges una llimona sense fer ganyotes
- 2008 Lluïsa Cunillé per Après moi, le déluge[5]
- 2009 Julià Guillamon per El dia revolt: literatura catalana de l'exili
- 2010 Joan Daniel Bezsonoff per Una educació francesa
- 2011 Jordi Puntí per Maletes perdudes[6]
- 2012 Perejaume per Pagèsiques[7]
- 2013 Josep Pedrals per El romanço d'Anna Tirant[8]
- 2014 Joan-Lluís Lluís per Les cròniques del déu coix[9]
- 2015 Mireia Calafell Tantes mudes
- 2016 Màrius Sampere per L'esfera insomne
- 2017 Lluís Solà i Sala per Poesia Completa
- 2018 Jordi Llavina per Ermita
- 2019 Enric Casasses per El nus la flor
- 2020 Lucia Pietrelli per Lítica
- 2021 Núria Cadenes per Guillem[10]
- 2022 Neus Canyelles per Autobiografia autoritzada[11]
- 2023 Teresa Pascual per Tot passa baix[12]
- 2024 Irene Solà per Et vaig donar ulls i vas mirar les tenebres